# Powder River Basin

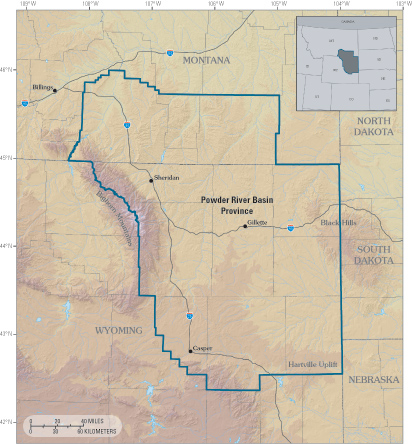
Karte des Powder River Basins

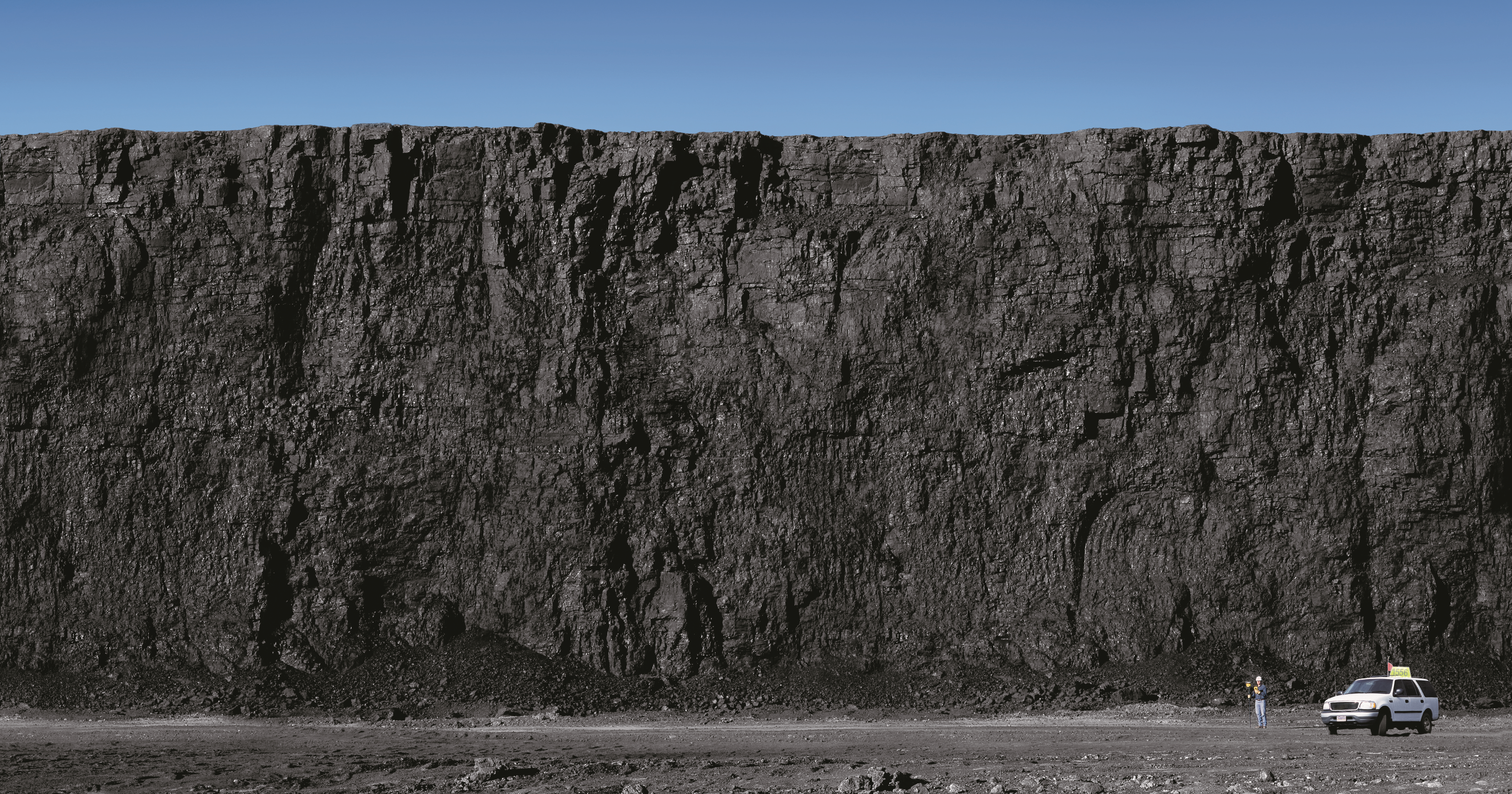
25 m hohes Kohlenflöz im Tagebau North Antelope Rochelle (Powder River Basin)

Das Powder River Basin ist eine Region in Wyoming und Montana. Etwa 40 % der Kohle der Vereinigten Staaten werden in dieser Region gefördert. Zu den größeren Ortschaften zählen Gillette, Sheridan und Miles City.
Im Boden unter diesem Becken befinden sich etwa 800 Milliarden Tonnen Fettkohle. In der Region gibt es natürliche Kohlebrände.